# John Deere 730
Le John Deere 730 est un tracteur agricole produit par la firme John Deere dans ses usines de Waterloo (Iowa, États-Unis) et Rosario (Argentine) entre 1958 et 1971.
Doté d'un moteur bicylindres, il développe une puissance de 59,8 ch, valeur importante au moment de sa fabrication. Ses équipements (embrayage manuel, frein indépendants non couplables) rendent sa conduite difficile pour un non-habitué.

## Historique
Le John Deere 730 s'inscrit dans la longue lignée des tracteurs de la marque équipés d'un moteurs bicylindres. Ce type d'architecture, inauguré en 1923 avec le Modèle D, persiste jusqu'en 1960 bien qu'il soit technologiquement dépassé depuis les années 1940, mais il semble que le responsable du bureau d'études John Deere y soit alors farouchement attaché. Le John Deere 730 fait partie de la « gamme 30 » lancée en juin 1958 mais qui devait être à l'origine la « gamme 50 ».
La ligne de ce tracteur est dessinée par le styliste Henry Dreyfuss. Le John Deere 730, qui remplace le 720, est fabriqué dans l'usine américaine de la firme à Waterloo dans l'Iowa de 1958 à 1960 (24 495 exemplaires produits) et dans l'usine argentine de Rosario de 1958 à 1971 (5 095 exemplaires), ; il ne semble avoir été exporté qu'en petit nombre de 730 vers les pays d'Europe. Pour les tracteurs produits en Argentine, l'écusson présent sur la calandre porte simplement les initiales « JD » à la place du dessin du cerf bondissant et, à partir de 1962, les tracteurs sont intégralement peints en vert. Les 730 produits en Argentine sont les derniers tracteurs agricoles bicylindres fabriqués par John Deere.

## Caractéristiques
Le John Deere 730 est équipé d'un moteur à deux cylindres (course 161,9 mm et alésage 155,57 mm) horizontaux à quatre temps, d'une cylindrée totale de 6 170 cm3. Refroidi par eau, il développe une puissance maximale de 59,8 ch au régime de 1 125 tr/min. Il est équipé d'une boîte de vitesses à six rapports avant et une vitesse arrière non synchronisés. La masse à vide en ordre de marche du tracteur est de 3,350 t. Quatre options de carburant sont proposées : essence, gazole, kérosène et gaz de pétrole liquéfié, mais la version Diesel domine largement dans les productions. Le lancement du moteur principal s'opère grâce à un démarreur électrique ou un moteur à essence auxiliaire, ce dernier dispositif étant préféré lorsque les démarrages par temps froid sont nombreux.

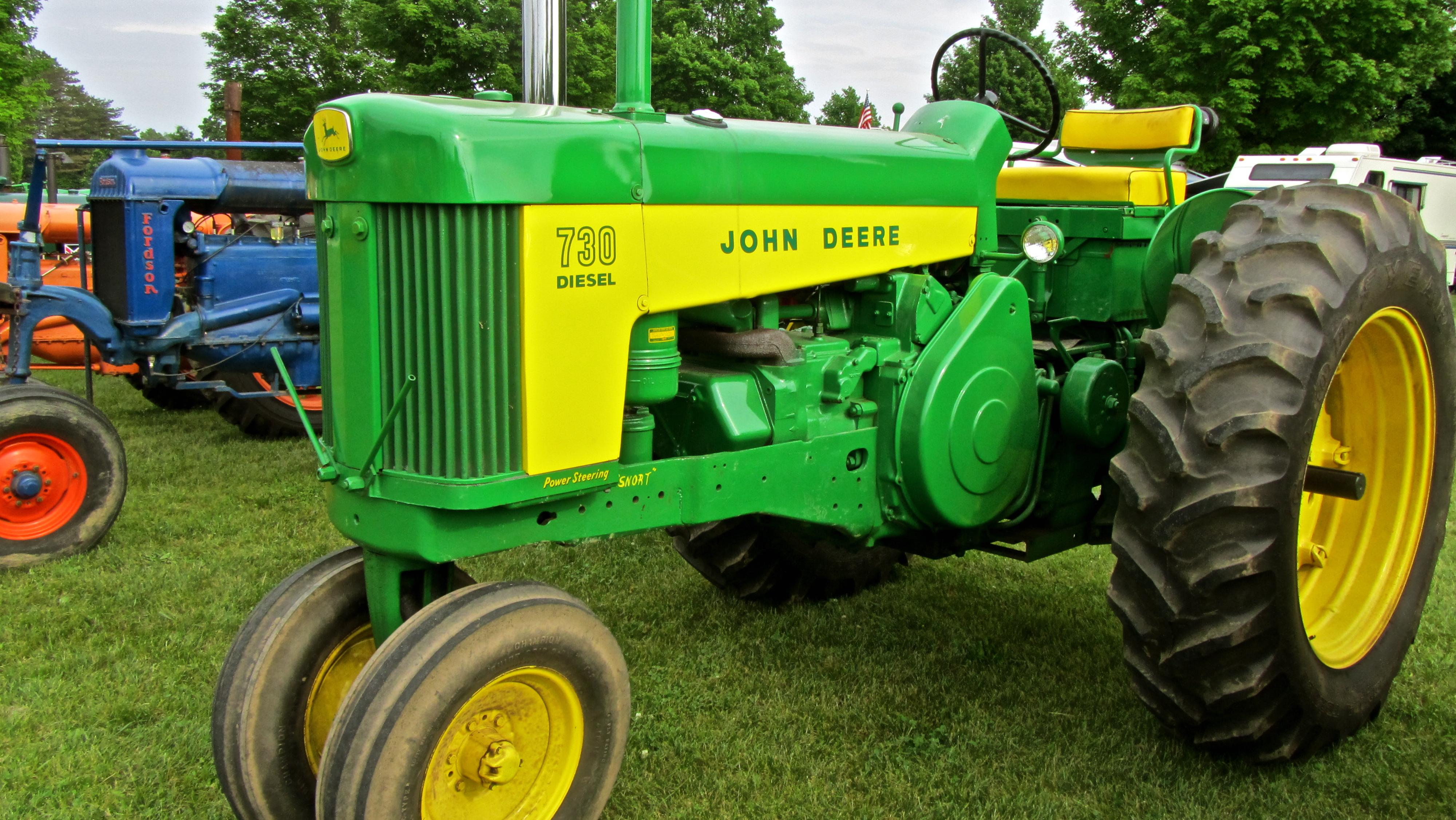
John Deere 730 « Row-Crop ».

Le tracteur est équipé d'une prise de force arrière indépendante, tournant à 547 tr/min, d'une poulie tournant à 1 125 tr/min et d'un relevage hydraulique. Il est disponible en modèle à écartement standard, en modèle « Row-Crop » à roues avant jumelées pour les cultures en ligne et en modèle « Hi-Crop » à garde au sol importante pour les cultures hautes (canne à sucre, coton, maïs). Une version « Industrial », peinte en jaune orangé, est également proposée. L'acheteur peut aussi, moyennant supplément, demander une peinture de la couleur de son choix, mais cette option n'est jamais retenue.
La conduite du 730 demande de l'habitude car l'embrayage est commandé manuellement par un levier à droite du volant et deux pédales de frein, de part et d'autre du pont, agissent chacune sur une roue motrice sans possibilité de couplage. En outre, le changement de vitesse doit se faire à l'arrêt. Une direction assistée est disponible en option.